# Челябиляр
Челябиляр (азерб. Çələbilər) — развалины села, расположенного в 17 км к западу от города Джебраил, в пределах Дагтумасской административно-территориальной единицы Джебраильского района Азербайджана.

## Топонимика
Согласно «Энциклопедическому словарю топонимов Азербайджана», название селя связано с тем, что его основали поколения семей, известных как челеби (глава суфийского ордена мевлеви).

## История
В годы Российской империи село Челябиляр входило в состав Джебраильского уезда Елизаветпольской губернии. По данным «Свода статистических данных о населении Закавказского края, извлеченных из посемейных списков 1886 года» в селе Челабиляр Тумаслинского сельского округа Джебраильского уезда было 7 дымов и проживало 59 азербайджанцев (указаны как «татары»), которые были суннитами по вероисповеданию, 31 из них были представителями духовенства, остальные — крестьянами.
В советские годы село входило в состав Джебраильского района Азербайджанской ССР. Село Челебилар было зафиксировано в составе Дагтумасского сельсовета района в 1933 году. Всё население сельсовета тогда составляли азербайджанцы (в источнике — «тюрки»). В это время в селе было 19 хозяйств и проживало 121 человек.
В результате Первой карабахской войны в августе 1993 года перешло под контроль непризнанной Нагорно-Карабахской Республики.
26 октября 2020 года президент Азербайджана Ильхам Алиев заявил, что село Челябиляр перешло под контроль азербайджанских вооружённых сил.

## Достопримечательности
- Мечеть Челебилер — историко-архитектурный памятник, мечеть XVII века.